# 亞歷山德里夫卡 (博爾赫拉德區)

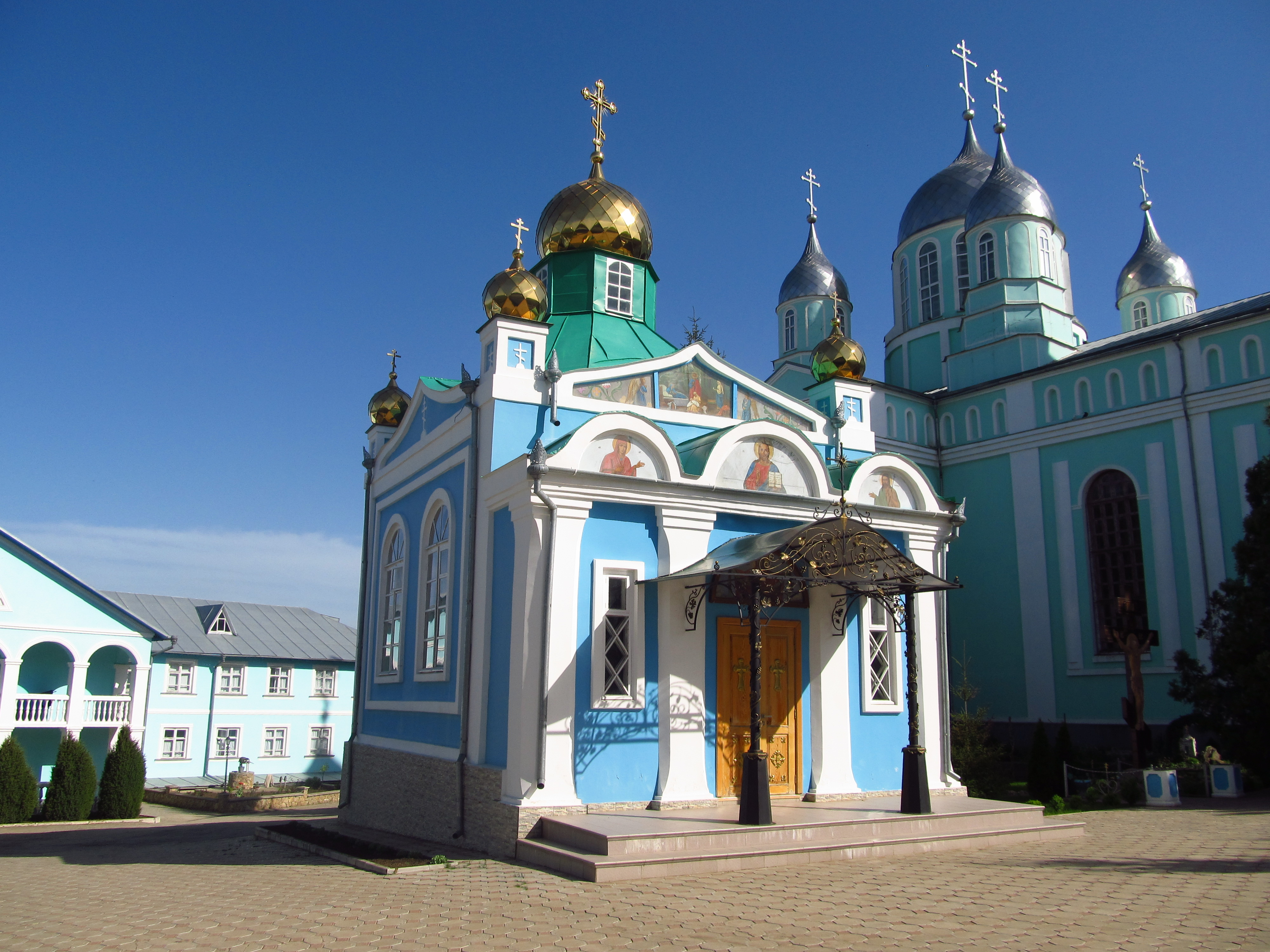
当地教堂

亞歷山德里夫卡（烏克蘭語：Олександрівка），是烏克蘭西南部敖德薩州博爾赫拉德區霍罗德涅市镇内的村庄。處於小卡特拉布格河畔，始建於1937年，面積2.5平方公里，海拔高度75米，2001年人口2,457。